# Dundee-Insel
Die Dundee-Insel (englisch Dundee Island) ist eine eisbedeckte Insel vor der nordöstlichen Spitze der Antarktischen Halbinsel und südlich der Joinville-Insel. Sie ist Teil einer Gruppe von Inseln rund um die Halbinsel des Grahamlands, das näher als alle anderen Teile des Kontinents hin zu Südamerika liegt. Ihre Fläche beträgt 383,3 km². Unmittelbar nördlich der Küste der Dundee-Insel liegt das Active Reef.
Bereits der britische Seefahrer James Clark Ross hatte sie bei seiner Antarktisexpedition (1839–1843) gesichtet, allerdings ohne ihren Inselcharakter zu erkennen. Am 8. Januar 1893 wurde sie von Kapitän Thomas Robertson von der Dundee Whaling Expedition als Insel entdeckt und nach dem Heimathafen Dundee seines Schiffes Active benannt.
Von dieser Insel startete der Amerikaner Lincoln Ellsworth am 23. November 1935 mit dem Piloten Herbert Hollick-Kenyon (1897–1975) zur ersten Überquerung der Antarktis mit dem Flugzeug.
Auf der Insel befindet sich die argentinische Petrel-Station, da sie auch in das argentinisch beanspruchte Territorium fällt.